# Atletisme als Jocs Olímpics d'Estiu de 2024 - 100m femení

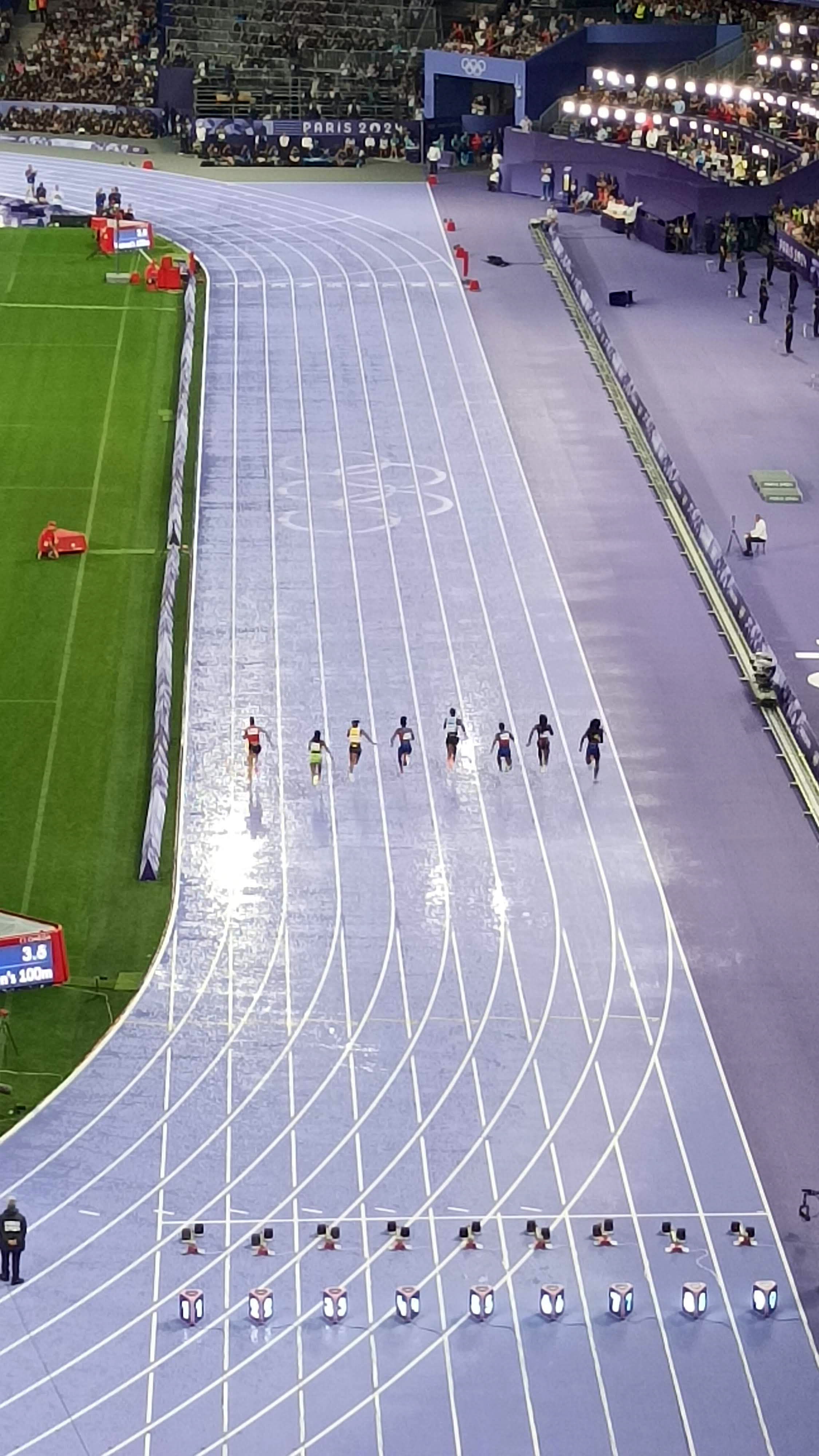
Final dels 100m llisos femení als Jocs Olímpics de París

La prova de 100m femenina d'Atletisme als Jocs Olímpics de París 2024 fou la 23a edició de l'esdeveniment en unes Olimpíades. La prova es va disputar entre el 2 i el 3 d'agost del 2024 a l'Stade de France de París.
L'atleta de Saint Lucia, Julien Alfred, va guanyar la medalla d'or després d'imposar-se a la final amb una marca de rècord nacional de 10.72 segons. Aquesta fita va suposar la primera medalla d'or olímpica pel país caribeny en tota la seva història. La medalla de plata la va aconseguir l'estatunidenca Sha'Carri Richardson, amb un temps de 10.87 segons, mentre que la medalla de bronze se la va endur la també estaunidenca Melissa Jefferson amb una marca de 10.92 segons.
L'equip dels Estats Units és la selecció més guardonada, amb 9 medalles d'or, 8 medalles de plata i 2 medalles de bronze, en les 23 edicions que l'esdeveniment ha estat present als Jocs Olímpics. La jamaicana Shelly-Ann Fraser-Pryce, amb 2 medalles d'or, 1 medalla de plata i 1 medalla de bronze, és l'atleta més guardonada en tota la història de la competició.

## Format
Els 100 metres llisos consisteixen en un sprint que les atletes professionals realitzen en uns 10 segons, emprant unes 45 passes. La competició va començar amb una fase preliminar, on només van competir les atletes que no van aconseguir la marca estàndard de qualificació i es van classificar mitjançant les places universals. Es classificaven les 3 primeres de cada cursa i els 5 millor temps de totes les participants. A la segona fase (Heats) hi van participar totes les atletes classificades de la fase preliminar i la resta de velocistes. Passaven a la següent ronda les 3 primeres de cada cursa i els 3 millors temps de totes les participants. En les semifinals es van classificar les 2 millors de cada sèrie i els 2 millors temps. La final la van córrer les 8 velocistes que van passar totes les rondes i les 3 primeres van obtenir les medalles.

## Classificació
Hi havia dues maneres de classificar-se per la prova olímpica. La forma principal era superant la marca estàndard de classificació (que per aquesta edició van ser 11.07 segons), en qualsevol prova organitzada o supervisada per la Federació Internacional d'Atletisme, entre l'1 de juliol de 2023 i el 30 de juny de 2024. Els llocs sobrants els van obtenir les atletes que no van aconseguir aquesta marca mitjançant el rànquing atlètic i les places universals, fent prevaler la diversitat geogràfica. S'ha de tenir en compte que només es podien classificar un màxim de 3 atletes per país.
| Mètode de classificació  | Places | País                 | Atleta classificada      |
| ------------------------ | ------ | -------------------- | ------------------------ |
| Marca estàndard - 11.07" | 3      | Estats Units         | Melissa Jefferson        |
| Marca estàndard - 11.07" | 3      | Estats Units         | Sha'Carri Richardson     |
| Marca estàndard - 11.07" | 3      | Estats Units         | Twanisha Terry           |
| Marca estàndard - 11.07" | 3      | Jamaica              | Tia Clayton              |
| Marca estàndard - 11.07" | 3      | Jamaica              | Shelly-Ann Fraser-Pryce  |
| Marca estàndard - 11.07" | 3      | Jamaica              | Shashalee Forbes         |
| Marca estàndard - 11.07" | 3      | Regne Unit           | Dina Asher-Smith         |
| Marca estàndard - 11.07" | 3      | Regne Unit           | Imani-Lara Lansiquot     |
| Marca estàndard - 11.07" | 3      | Regne Unit           | Daryll Neita             |
| Marca estàndard - 11.07" | 2      | Alemanya             | Gina Lückenkemper        |
| Marca estàndard - 11.07" | 2      | Alemanya             | Rebekka Hasse            |
| Marca estàndard - 11.07" | 2      | Libèria              | Divorcelli Smith-Barnett |
| Marca estàndard - 11.07" | 2      | Libèria              | Thelma Davies            |
| Marca estàndard - 11.07" | 2      | Nigèria              | Rosemary Chukwuma        |
| Marca estàndard - 11.07" | 2      | Nigèria              | Tima Godbless            |
| Marca estàndard - 11.07" | 1      | Antigua i Barbuda    | Joella Lloyd             |
| Marca estàndard - 11.07" | 1      | Canadà               | Audrey Leduc             |
| Marca estàndard - 11.07" | 1      | Costa d'Ivori        | Marie-Joseé Ta Lou       |
| Marca estàndard - 11.07" | 1      | França               | Gémima Joseph            |
| Marca estàndard - 11.07" | 1      | Gàmbia               | Gina Bass                |
| Marca estàndard - 11.07" | 1      | Itàlia               | Zaynab Dosso             |
| Marca estàndard - 11.07" | 1      | Luxemburg            | Patrizia van der Weken   |
| Marca estàndard - 11.07" | 1      | Nova Zelanda         | Zoe Hobbs                |
| Marca estàndard - 11.07" | 1      | Polònia              | Ewa Swoboda              |
| Marca estàndard - 11.07" | 1      | Saint Lucia          | Julien Alfred            |
| Marca estàndard - 11.07" | 1      | Suïssa               | Mujinga Kambundji        |
| Rànquing atlètic         | 2      | Bèlgica              | Rani Rosius              |
| Rànquing atlètic         | 2      | Bèlgica              | Delphine Nkansa          |
| Rànquing atlètic         | 2      | Suïssa               | Géraldine Frey           |
| Rànquing atlètic         | 2      | Suïssa               | Salomé Kora              |
| Rànquing atlètic         | 2      | Trinitat i Tobago    | Michelle-Lee Ahye        |
| Rànquing atlètic         | 2      | Trinitat i Tobago    | Leah Bertrand            |
| Rànquing atlètic         | 1      | Austràlia            | Ella Connolly            |
| Rànquing atlètic         | 1      | Barbados             | Tristan Evelyn           |
| Rànquing atlètic         | 1      | Brasil               | Vitória Cristina Rosa    |
| Rànquing atlètic         | 1      | Costa d'Ivori        | Maboundou Koné           |
| Rànquing atlètic         | 1      | Cuba                 | Yunisleidy García        |
| Rànquing atlètic         | 1      | Equador              | Ángela Tenorio           |
| Rànquing atlètic         | 1      | Eslovàquia           | Viktória Forster         |
| Rànquing atlètic         | 1      | Finlàndia            | Lotta Kemppinen          |
| Rànquing atlètic         | 1      | Grècia               | Polyniki Emmanouilidou   |
| Rànquing atlètic         | 1      | Hongria              | Boglárka Takács          |
| Rànquing atlètic         | 1      | Iran                 | Farzaneh Fasihi          |
| Rànquing atlètic         | 1      | Polònia              | Magdalena Stefanowicz    |
| Rànquing atlètic         | 1      | Portugal             | Lorène Dorcas Bazoco     |
| Rànquing atlètic         | 1      | Singapur             | Veronica Shanti Pereira  |
| Rànquing atlètic         | 1      | Suècia               | Julia Henriksson         |
| Rànquing atlètic         | 1      | Txèquia              | Karolína Manasova        |
| Rànquing atlètic         | 1      | Xina                 | Ge Manqi                 |
| Rànquing atlètic         | 1      | Xipre                | Olivia Fotopoulou        |
| Places reallotjades      | 1      | Austràlia            | Bree Masters             |
| Places reallotjades      | 1      | Brasil               | Ana Azevedo              |
| Places reallotjades      | 1      | Canadà               | Jacqueline Madogo        |
| Places reallotjades      | 1      | Mèxic                | Cecilia Tamayo-Garza     |
| Places reallotjades      | 1      | Puerto Rico          | Gladymar Torres          |
| Places universals        | 1      | Aràbia Saudita       | Hibah Mohammed           |
| Places universals        | 1      | Bolívia              | Guadalupe Torrez         |
| Places universals        | 1      | Emirats Àrabs Units  | Mariam Kareem            |
| Places universals        | 1      | Geòrgia              | Lika Kharchilava         |
| Places universals        | 1      | Grenada              | Halle Hazzard            |
| Places universals        | 1      | Guam                 | Regine Tugade            |
| Places universals        | 1      | Guatemala            | Mariandrée Chacón        |
| Places universals        | 1      | Guinea               | Safiatou Acquaviva       |
| Places universals        | 1      | Illes Salomó         | Sharon Firisua           |
| Places universals        | 1      | Laos                 | Silina Pha Aphay         |
| Places universals        | 1      | Malawi               | Asimenye Simwaka         |
| Places universals        | 1      | Mauritània           | Salam Bouha Ahamdy       |
| Places universals        | 1      | Mònaco               | Marie-Charlotte Gastaud  |
| Places universals        | 1      | Nicaragua            | María Carmona            |
| Places universals        | 1      | Níger                | Samira Awali Boubacar    |
| Places universals        | 1      | Pakistan             | Faiqa Riaz               |
| Places universals        | 1      | Palau                | Sydney Francisco         |
| Places universals        | 1      | Papua Nova Guinea    | Leonie Beu               |
| Places universals        | 1      | Paraguai             | Xenia Hiebert            |
| Places universals        | 1      | Qatar                | Shahad Mohammed          |
| Places universals        | 1      | República del Congo  | Natacha Ngoye Akamabi    |
| Places universals        | 1      | Samoa Nord-americana | Filomenaleonisa Iakopo   |
| Places universals        | 1      | San Marino           | Alessandra Gasparelli    |
| Places universals        | 1      | São Tomé i Príncipe  | Gorete Semedo            |
| Places universals        | 1      | Sierra Leone         | Georgiana Sesay          |
| Places universals        | 1      | Síria                | Alisar Youssef           |
| Places universals        | 1      | Taipei               | Zhang Bo-ya              |
| Places universals        | 1      | Togo                 | Naomi Akakpo             |
| Places universals        | 1      | Turkmenistan         | Valentina Meredova       |
| Places universals        | 1      | Vanuatu              | Chloe David              |
| Places universals        | 1      | Vietnam              | Tran Thi Nhi Yen         |
| Invitació                | 1      | Afganistan           | Kamia Yousufi            |
| Invitació                | 1      | Guinea Equatorial    | Sefora Ada Eto           |
| Invitació                | 1      | Oman                 | Mazoon Al- Alawi         |
| Invitació                | 1      | Saint Kitts i Nevis  | Zahria Allers-Liburd     |
| Invitació                | 1      | Sudan del Sud        | Lucia Morris             |
| Invitació                | 1      | Tuvalu               | Temalini Manatoa         |

## Rècords
Abans de la prova, els rècords eren els següents:
| Rècord             | Atleta                   | Temps | Lloc              | Data                 |
| ------------------ | ------------------------ | ----- | ----------------- | -------------------- |
| Rècord del Món     | Florence Griffith-Joyner | 10.49 | Indianapolis      | 16 de juliol de 1988 |
| Rècord Olímpic     | Elaine Thompson-Herah    | 10.61 | Tòquio            | 31 de juliol de 2021 |
| Rècord Àfrica      | Marie-Joseé Ta Lou       | 10.72 | Mònaco            | 10 d'agost de 2022   |
| Rècord d'Àsia      | Xuemei Li                | 10.79 | Shanghai          | 18 d'octubre de 1997 |
| Rècord d'Europa    | Christine Arron          | 10.73 | Budapest          | 19 d'agost de 1998   |
| Rècord NACAC       | Florence Griffith-Joyner | 10.49 | Indianapolis      | 16 de juliol de 1988 |
| Rècord Oceania     | Zoe Hobbs                | 10.96 | La Chaux-de-Fonds | 2 de juliol de 2023  |
| Rècord Sud-amèrica | Rosangela Santos         | 10.91 | Londres           | 6 d'agost de 2017    |

## Competició

### Fase Preliminar
La ronda preliminar es va disputar el 2 d'agost del 2024 a partir de les 10:35h. Hi van participar 36 atletes amb les marques de qualificació més baixes i amb les places universals i d'invitació. Es van classificar les 3 primeres de cada sèrie i els 5 millor temps del còmput general.

#### Sèrie 1
| Posició | Atleta                | País                | Temps    |
| ------- | --------------------- | ------------------- | -------- |
| 1       | Natacha Ngoye Akamabi | República del Congo | 11.34 Q  |
| 2       | Alessandra Gasparelli | San Marino          | 11.62 Q  |
| 3       | Xenia Hiebert         | Paraguai            | 11.77 Q  |
| 4       | Valentina Meredova    | Turkmenistan        | 12.01 q  |
| 5       | Samira Awali Boubacar | Níger               | 12.06 PB |
| 6       | Silina Pha Aphay      | Laos                | 12.45    |
| 7       | Sydney Francisco      | Palau               | 13.15    |
| 8       | Salam Bouha Ahamdy    | Mauritània          | 13.71 PB |
| 9       | Lucia Morris          | Sudan del Sud       | DNF      |

#### Sèrie 2
| Posició | Atleta                 | País                 | Temps    |
| ------- | ---------------------- | -------------------- | -------- |
| 1       | Tran Thi Nhi Yen       | Vietnam              | 11.81 Q  |
| 2       | Halle Hazzard          | Grenada              | 11.88 Q  |
| 3       | Zhang Bo-ya            | Taipei               | 11.99 Q  |
| 4       | Regine Tugade          | Guam                 | 12.02 q  |
| 5       | Lika Kharchilava       | Geòrgia              | 12.37    |
| 6       | Faiqa Riaz             | Pakistan             | 12.49 PB |
| 7       | Mazoon Al- Alawi       | Oman                 | 12.58    |
| 8       | Filomenaleonisa Iakopo | Samoa Nord-americana | 12.78 NR |
| 9       | Mariam Kareem          | Emirats Àrabs Units  | 13.26 PB |

#### Sèrie 3
| Posició | Atleta             | País                | Temps      |
| ------- | ------------------ | ------------------- | ---------- |
| 1       | Gorete Semedo      | São Tomé i Príncipe | 11.44 Q    |
| 2       | Guadalupe Torrez   | Bolívia             | 11.60 Q    |
| 3       | Leonie Beu         | Papua Nova Guinea   | 11.63 Q PB |
| 4       | María Carmona      | Nicaragua           | 11.88 q NR |
| 5       | Safiatou Acquaviva | Guinea              | 11.97 q NR |
| 6       | Chloe David        | Vanuatu             | 12.44 PB   |
| 7       | Shahad Mohammed    | Qatar               | 12.53 PB   |
| 8       | Alisar Youssef     | Síria               | 12.93 PB   |
| 9       | Kamia Yousufi      | Afganistan          | 13.42      |

#### Sèrie 4
| Posició | Atleta                  | País                | Temps    |
| ------- | ----------------------- | ------------------- | -------- |
| 1       | Zahria Allers-Liburd    | Saint Kitts i Nevis | 11.73 Q  |
| 2       | Asimenye Simwaka        | Malawi              | 11.78 Q  |
| 3       | Mariandrée Chacón       | Guatemala           | 11.90 Q  |
| 4       | Georgiana Sesay         | Sierra Leone        | 11.99 q  |
| 5       | Naomi Akakpo            | Togo                | 12.34 PB |
| 6       | Marie-Charlotte Gastaud | Mònaco              | 12.41 PB |
| 7       | Sefora Ada Eto          | Guinea Equatorial   | 13.63 PB |
| 8       | Temalini Manatoa        | Tuvalu              | 14.04 PB |
| 9       | Sharon Firisua          | Illes Salomó        | 14.31 PB |

### 1a ronda
La primera ronda es va disputar el 2 d'agost de 2024 a partir de les 11.50h. Hi van participar tota la resta d'atletes classificades, més les que van aconseguir la classificació a la ronda preliminar. Es van classificar les 3 millors de cada sèrie i els 3 temps més ràpids del còmput global.

#### Sèrie 1
| Posició | Atleta                 | País         | Temps   |
| ------- | ---------------------- | ------------ | ------- |
| 1       | Sha'Carri Richardson   | Estats Units | 10.94 Q |
| 2       | Patrizia van der Weken | Luxemburg    | 11.14 Q |
| 3       | Bree Masters           | Austràlia    | 11.26 Q |
| 4       | Jacqueline Madogo      | Canadà       | 11.27   |
| 5       | Lorène Dorcas Bazoco   | Portugal     | 11.38   |
| 6       | Tristan Evelyn         | Barbados     | 11.55   |
| 7       | Tran Thi Nhi Yen       | Vietnam      | 11.79   |
| 8       | Asimenye Simwaka       | Malawi       | 11.91   |
| 9       | Thelma Davies          | Libèria      | 12.05   |

#### Sèrie 2
| Posició | Atleta                   | País                | Temps   |
| ------- | ------------------------ | ------------------- | ------- |
| 1       | Julien Alfred            | Saint Lucia         | 10.95 Q |
| 2       | Zoe Hobbs                | Nova Zelanda        | 11.08 Q |
| 3       | Zaynab Dosso             | Itàlia              | 11.30 Q |
| 4       | Michelle-Lee Ahye        | Trinitat i Tobago   | 11.33   |
| 5       | Yunisleidy García        | Cuba                | 11.37   |
| 6       | Gorete Semedo            | São Tomé i Príncipe | 11.43   |
| 7       | Olivia Fotopoulou        | Xipre               | 11.50   |
| 8       | Divorcelli Smith-Barnett | Libèria             | 11.99   |
| 9       | Georgiana Sesay          | Sierra Leone        | 12.15   |

#### Sèrie 3
| Posició | Atleta                | País         | Temps      |
| ------- | --------------------- | ------------ | ---------- |
| 1       | Daryll Neita          | Regne Unit   | 10.92 Q    |
| 2       | Melissa Jefferson     | Estats Units | 10.96 Q    |
| 3       | Boglárka Takács       | Hongria      | 11.10 Q NR |
| 4       | Karolína Manasova     | Txèquia      | 11.11 q PB |
| 5       | Gémima Joseph         | França       | 11.13      |
| 6       | Ella Connolly         | Austràlia    | 11.29      |
| 7       | Magdalena Stefanowicz | Polònia      | 11.47      |
| 8       | Guadalupe Torrez      | Bolívia      | 11.68      |
| 9       | Zhang Bo-ya           | Taipei       | 11.88      |

#### Sèrie 4
| Posició | Atleta                | País          | Temps      |
| ------- | --------------------- | ------------- | ---------- |
| 1       | Audrey Leduc          | Canadà        | 10.95 Q NR |
| 2       | Tia Clayton           | Jamaica       | 11.00 Q    |
| 3       | Imani-Lara Lansiquot  | Regne Unit    | 11.10 Q    |
| 4       | Maboundou Koné        | Costa d'Ivori | 11.17 =PB  |
| 5       | Julia Henriksson      | Suècia        | 11.26      |
| 6       | Ge Manqi              | Xina          | 11.45      |
| 7       | Alessandra Gasparelli | San Marino    | 11.54 NR   |
| 8       | Vitória Cristina Rosa | Brasil        | 12.02      |
| 9       | Safiatou Acquaviva    | Guinea        | 12.07      |

#### Sèrie 5
| Posició | Atleta            | País              | Temps   |
| ------- | ----------------- | ----------------- | ------- |
| 1       | Ewa Swoboda       | Polònia           | 10.99 Q |
| 2       | Dina Asher-Smith  | Regne Unit        | 11.01 Q |
| 3       | Rosemary Chukwuma | Nigèria           | 11.26 Q |
| 4       | Ana Azevedo       | Brasil            | 11.32   |
| 5       | Géraldine Frey    | Suïssa            | 11.34   |
| 6       | Ángela Tenorio    | Equador           | 11.35   |
| 7       | Farzaneh Fasihi   | Iran              | 11.51   |
| 8       | Leonie Beu        | Papua Nova Guinea | 11.73   |
| 9       | Mariandrée Chacón | Guatemala         | 12.06   |

#### Sèrie 6
| Posició | Atleta               | País                | Temps   |
| ------- | -------------------- | ------------------- | ------- |
| 1       | Twanisha Terry       | Estats Units        | 11.15 Q |
| 2       | Shashalee Forbes     | Jamaica             | 11.19 Q |
| 3       | Leah Bertrand        | Trinitat i Tobago   | 11.27 Q |
| 4       | Salomé Kora          | Suïssa              | 11.35   |
| 5       | Cecilia Tamayo-Garza | Mèxic               | 11.39   |
| 6       | Viktória Forster     | Eslovàquia          | 11.44   |
| 7       | Lotta Kemppinen      | Finlàndia           | 11.56   |
| 8       | Zahria Allers-Liburd | Saint Kitts i Nevis | 11.89   |
| 9       | María Carmona        | Nicaragua           | 12.00   |

#### Sèrie 7
| Posició | Atleta                  | País     | Temps       |
| ------- | ----------------------- | -------- | ----------- |
| 1       | Gina Bass               | Gàmbia   | 11.01 Q     |
| 2       | Mujinga Kambundji       | Suïssa   | 11.05 Q     |
| 3       | Delphine Nkansa         | Bèlgica  | 11.20 Q =PB |
| 4       | Polyniki Emmanouilidou  | Grècia   | 11.25       |
| 5       | Rebekka Hasse           | Alemanya | 11.28       |
| 6       | Tima Godbless           | Nigèria  | 11.33       |
| 7       | Veronica Shanti Pereira | Singapur | 11.63       |
| 8       | Halle Hazzard           | Grenada  | 11.70       |
| 9       | Xenia Hiebert           | Paraguai | 11.82       |

#### Sèrie 8
| Posició | Atleta                  | País                | Temps      |
| ------- | ----------------------- | ------------------- | ---------- |
| 1       | Marie-Joseé Ta Lou      | Costa d'Ivori       | 10.87 Q    |
| 2       | Shelly-Ann Fraser-Pryce | Jamaica             | 10.92 Q    |
| 3       | Gina Lückenkemper       | Alemanya            | 11.08 Q    |
| 4       | Rani Rosius             | Bèlgica             | 11.10 q PB |
| 5       | Gladymar Torres         | Puerto Rico         | 11.12 q NR |
| 6       | Natacha Ngoye Akamabi   | República del Congo | 11.36      |
| 7       | Joella Lloyd            | Antigua i Barbuda   | 11.37      |
| 8       | Regine Tugade           | Guam                | 11.87      |
| 9       | Valentina Meredova      | Turkmenistan        | 11.95      |

### Semifinals
Les semifinals es van disputar el 3 d'agost de 2024 a partir de les 19:50h. Es classificaven per la final les 2 millors atletes de cada sèrie i els 2 millors temps del còmput general.

#### Semifinal 1
| Posició | Atleta             | País          | Temps   |
| ------- | ------------------ | ------------- | ------- |
| 1       | Melissa Jefferson  | Estats Units  | 10.99 Q |
| 2       | Marie-Joseé Ta Lou | Costa d'Ivori | 11.01 Q |
| 3       | Mujinga Kambundji  | Suïssa        | 11.05 q |
| 4       | Ewa Swoboda        | Polònia       | 11.08   |
| 5       | Dina Asher-Smith   | Regne Unit    | 11.10   |
| 6       | Shashalee Forbes   | Jamaica       | 11.20   |
| 7       | Boglárka Takács    | Hongria       | 11.26   |
| 8       | Rani Rosius        | Bèlgica       | 11.29   |
| 9       | Zaynab Dosso       | Itàlia        | 11.34   |

#### Semifinal 2
| Posició | Atleta                  | País         | Temps   |
| ------- | ----------------------- | ------------ | ------- |
| 1       | Julien Alfred           | Saint Lucia  | 10.84 Q |
| 2       | Sha'Carri Richardson    | Estats Units | 10.89 Q |
| 3       | Gina Bass               | Gàmbia       | 11.10   |
| 4       | Patrizia van der Weken  | Luxemburg    | 11.13   |
| 5       | Imani-Lara Lansiquot    | Regne Unit   | 11.21   |
| 6       | Gladymar Torres         | Puerto Rico  | 11.33   |
| 7       | Bree Masters            | Austràlia    | 11.34   |
| 8       | Rosemary Chukwuma       | Nigèria      | 11.39   |
| 9       | Shelly-Ann Fraser-Pryce | Jamaica      | DNS     |

#### Semifinal 3
| Posició | Atleta            | País              | Temps   |
| ------- | ----------------- | ----------------- | ------- |
| 1       | Tia Clayton       | Jamaica           | 10.89 Q |
| 2       | Daryll Neita      | Regne Unit        | 10.97 Q |
| 3       | Twanisha Terry    | Estats Units      | 11.07 q |
| 4       | Gina Lückenkemper | Alemanya          | 11.09   |
| 5       | Audrey Leduc      | Canadà            | 11.10   |
| 6       | Zoe Hobbs         | Nova Zelanda      | 11.13   |
| 7       | Delphine Nkansa   | Bèlgica           | 11.28   |
| 8       | Karolína Manasova | Txèquia           | 11.35   |
| 9       | Leah Bertrand     | Trinitat i Tobago | 11.37   |

### Final
La final es va disputar el 3 d'agost de 2024 a les 21:20h.
| Posició | Atleta               | País          | Temps    |
| ------- | -------------------- | ------------- | -------- |
| 1       | Julien Alfred        | Saint Lucia   | 10.72 NR |
| 2       | Sha'Carri Richardson | Estats Units  | 10.87    |
| 3       | Melissa Jefferson    | Estats Units  | 10.92    |
| 4       | Daryll Neita         | Regne Unit    | 10.96    |
| 5       | Twanisha Terry       | Estats Units  | 10.97    |
| 6       | Mujinga Kambundji    | Suïssa        | 10.99    |
| 7       | Tia Clayton          | Jamaica       | 11.04    |
| 8       | Marie-Joseé Ta Lou   | Costa d'Ivori | 13.84    |

## Medaller històric
| Posició | País                | Or | Argent | Bronze | Total |
| ------- | ------------------- | -- | ------ | ------ | ----- |
| 1       | Estats Units        | 9  | 8      | 2      | 19    |
| 2       | Jamaica             | 4  | 5      | 7      | 14    |
| 3       | Austràlia           | 2  | 1      | 3      | 6     |
| 4       | Alemanya de l'Est   | 1  | 2      | 2      | 5     |
| 5       | Polònia             | 1  | 1      | 2      | 4     |
| 6       | Alemanya Occidental | 1  | 0      | 1      | 2     |
| 7       | URSS                | 1  | 0      | 0      | 1     |
| 7       | Belarús             | 1  | 0      | 0      | 1     |
| 7       | Països Baixos       | 1  | 0      | 0      | 1     |
| 7       | Saint Lucia         | 1  | 0      | 0      | 1     |
| 11      | Canadà              | 0  | 2      | 1      | 3     |
| 12      | Regne Unit          | 0  | 2      | 0      | 2     |
| 13      | Alemanya            | 0  | 1      | 1      | 2     |
| 14      | Grècia              | 0  | 1      | 0      | 1     |
| 14      | Sud-àfrica          | 0  | 1      | 0      | 1     |
| 16      | Cuba                | 0  | 0      | 1      | 1     |
| 16      | Equip Unificat      | 0  | 0      | 1      | 1     |
| 16      | Itàlia              | 0  | 0      | 1      | 1     |